# Temporada 2026 de Fórmula 1
La temporada 2026 de Fórmula 1 será la 77.ª temporada del Campeonato Mundial de Fórmula 1 de la historia. Será organizada por la Federación Internacional del Automóvil (FIA).

## Escuderías y pilotos
Los siguientes constructores y pilotos están actualmente bajo contrato para competir en el Campeonato Mundial de 2026. Todos los equipos competirán con neumáticos suministrados por la empresa Pirelli.
| Chasis              | Chasis       | Motor         | Neu. | N.º          | Pilotos           | Siglas |
| ------------------- | ------------ | ------------- | ---- | ------------ | ----------------- | ------ |
| Alpine              | Por anunciar | Mercedes      | P    | 10           | Pierre Gasly      | GAS    |
| Alpine              | Por anunciar | Mercedes      | P    | Por anunciar |                   |        |
| Aston Martin Aramco | Por anunciar | Honda         | P    | 14           | Fernando Alonso   | ALO    |
| Aston Martin Aramco | Por anunciar | Honda         | P    | 18           | Lance Stroll      | STR    |
| Audi                | Por anunciar | Audi          | P    | 5            | Gabriel Bortoleto | BOR    |
| Audi                | Por anunciar | Audi          | P    | 27           | Nico Hülkenberg   | HÜL    |
| Cadillac            | Por anunciar | Ferrari       | P    |              | Por anunciar      |        |
| Cadillac            | Por anunciar | Ferrari       | P    | Por anunciar |                   |        |
| Ferrari             | Por anunciar | Ferrari       | P    | 16           | Charles Leclerc   | LEC    |
| Ferrari             | Por anunciar | Ferrari       | P    | 44           | Lewis Hamilton    | HAM    |
| Haas                | Por anunciar | Ferrari       | P    | 31           | Esteban Ocon      | OCO    |
| Haas                | Por anunciar | Ferrari       | P    | 87           | Oliver Bearman    | BEA    |
| McLaren             | Por anunciar | Mercedes      | P    | 4            | Lando Norris      | NOR    |
| McLaren             | Por anunciar | Mercedes      | P    | 81           | Oscar Piastri     | PIA    |
| Mercedes            | Por anunciar | Mercedes      | P    |              | Por anunciar      |        |
| Mercedes            | Por anunciar | Mercedes      | P    | Por anunciar |                   |        |
| Racing Bulls        | Por anunciar | Red Bull Ford | P    |              | Por anunciar      |        |
| Racing Bulls        | Por anunciar | Red Bull Ford | P    | Por anunciar |                   |        |
| Red Bull            | Por anunciar | Red Bull Ford | P    | 33           | Max Verstappen    | VER    |
| Red Bull            | Por anunciar | Red Bull Ford | P    | Por anunciar |                   |        |
| Williams            | Por anunciar | Mercedes      | P    | 23           | Alexander Albon   | ALB    |
| Williams            | Por anunciar | Mercedes      | P    | 55           | Carlos Sainz Jr.  | SAI    |

### Cambios de equipos
- Stake Kick Sauber F1 Team cambiará de nombre para pasar a ser el equipo de fábrica de Audi, denominándose «Audi F1 Team».[15]
- Cadillac debutará en la categoría como undécimo equipo.[16]

### Cambios de motores
- Honda abandonará su asociación con Red Bull y Racing Bulls para motorizar a Aston Martin.[17]
- La marca estadounidense Ford se unirá a RBPT para brindar motores a Red Bull y Racing Bulls.[18]
- Stake Kick Sauber F1 Team dejará de utilizar motores Ferrari, para montar unidades de potencia propias de Audi.[19]
- Alpine abandonará sus propios motores Renault y adoptará motores Mercedes.[20]
- Cadillac utilizará motores Ferrari en su debut en la categoría, pero en 2029 tendrá sus propias unidades de potencia.[21]

## Calendario

Los países que acogerán un Gran Premio esta temporada están coloreados de verde con la ubicación del circuito señalada con un punto negro; los países que han acogido alguna vez un Gran Premio están coloreados de gris oscuro.

El 10 de junio de 2025 la FIA presentó el calendario oficial aprobado por el Consejo Mundial del Deporte Motor, el cual cuenta con 24 Grandes Premios.
| Ronda   | Gran Premio                        | Circuito                                        | Fecha            |
| ------- | ---------------------------------- | ----------------------------------------------- | ---------------- |
| 1       | Gran Premio de Australia           | Circuito de Albert Park, Melbourne              | 8 de marzo       |
| 2       | Gran Premio de China               | Circuito Internacional de Shanghái, Shanghái    | 15 de marzo      |
| 3       | Gran Premio de Japón               | Circuito de Suzuka, Suzuka                      | 29 de marzo      |
| 4       | Gran Premio de Baréin              | Circuito Internacional de Baréin, Sakhir        | 12 de abril      |
| 5       | Gran Premio de Arabia Saudita      | Circuito de la Corniche de Yeda, Yeda           | 19 de abril      |
| 6       | Gran Premio de Miami               | Autódromo Internacional de Miami, Miami Gardens | 3 de mayo        |
| 7       | Gran Premio de Canadá              | Circuito Gilles Villeneuve, Montreal            | 24 de mayo       |
| 8       | Gran Premio de Mónaco              | Circuito de Mónaco, Montecarlo                  | 7 de junio       |
| 9       | Gran Premio de Barcelona-Cataluña  | Circuito de Barcelona-Cataluña, Montmeló        | 14 de junio      |
| 10      | Gran Premio de Austria             | Red Bull Ring, Spielberg                        | 28 de junio      |
| 11      | Gran Premio de Gran Bretaña        | Circuito de Silverstone, Silverstone            | 5 de julio       |
| 12      | Gran Premio de Bélgica             | Circuito de Spa-Francorchamps, Spa              | 19 de julio      |
| 13      | Gran Premio de Hungría             | Hungaroring, Mogyoród                           | 26 de julio      |
| 14      | Gran Premio de los Países Bajos    | Circuito de Zandvoort, Zandvoort                | 23 de agosto     |
| 15      | Gran Premio de Italia              | Autodromo Nazionale di Monza, Monza             | 6 de septiembre  |
| 16      | Gran Premio de España              | Circuito de Madring, Madrid                     | 13 de septiembre |
| 17      | Gran Premio de Azerbaiyán          | Circuito callejero de Bakú, Bakú                | 26 de septiembre |
| 18      | Gran Premio de Singapur            | Circuito callejero de Marina Bay, Marina Bay    | 11 de octubre    |
| 19      | Gran Premio de los Estados Unidos  | Circuito de las Américas, Austin                | 25 de octubre    |
| 20      | Gran Premio de la Ciudad de México | Autódromo Hermanos Rodríguez, Ciudad de México  | 1 de noviembre   |
| 21      | Gran Premio de São Paulo           | Autódromo José Carlos Pace, São Paulo           | 8 de noviembre   |
| 22      | Gran Premio de Las Vegas           | Circuito callejero de Las Vegas, Las Vegas      | 21 de noviembre  |
| 23      | Gran Premio de Catar               | Circuito Internacional de Losail, Lusail        | 29 de noviembre  |
| 24      | Gran Premio de Abu Dabi            | Circuito Yas Marina, Isla Yas                   | 6 de diciembre   |
| Fuente: |                                    |                                                 |                  |

### Cambios de Grandes Premios
- El Gran Premio de España se mueve de julio a septiembre y del circuito de Barcelona-Cataluña al circuito de Madring, en la capital española. Sin embargo, el circuito barcelonés mantiene una fecha en el calendario con contrato hasta 2026, renombrándose como «Gran Premio de Barcelona-Cataluña».[23]
- El Gran Premio de Canadá se mueve de junio a mayo con el objetivo de reducir la huella de carbono, en consecuencia, el Gran Premio de Mónaco abandonó su tradicional fecha del último fin de semana de mayo para que se dispute en la primera semana de junio.[24]
- El Gran Premio de Emilia-Romaña no estará en el calendario de 2026, aunque los promotores del Gran Premio declararon que buscarían un acuerdo de carreras rotativas al compartir su lugar con otros Grandes Premios.[25]
- Debido al Día del Recuerdo en Azerbaiyán, la fecha del Gran Premio local fue cambiada para el sábado 26 de septiembre.[26]